# Caenis amica
Caenis amica är en dagsländeart som beskrevs av Hagen 1861. Caenis amica ingår i släktet Caenis och familjen slamdagsländor. Inga underarter finns listade i Catalogue of Life.